# المحراب السليماني

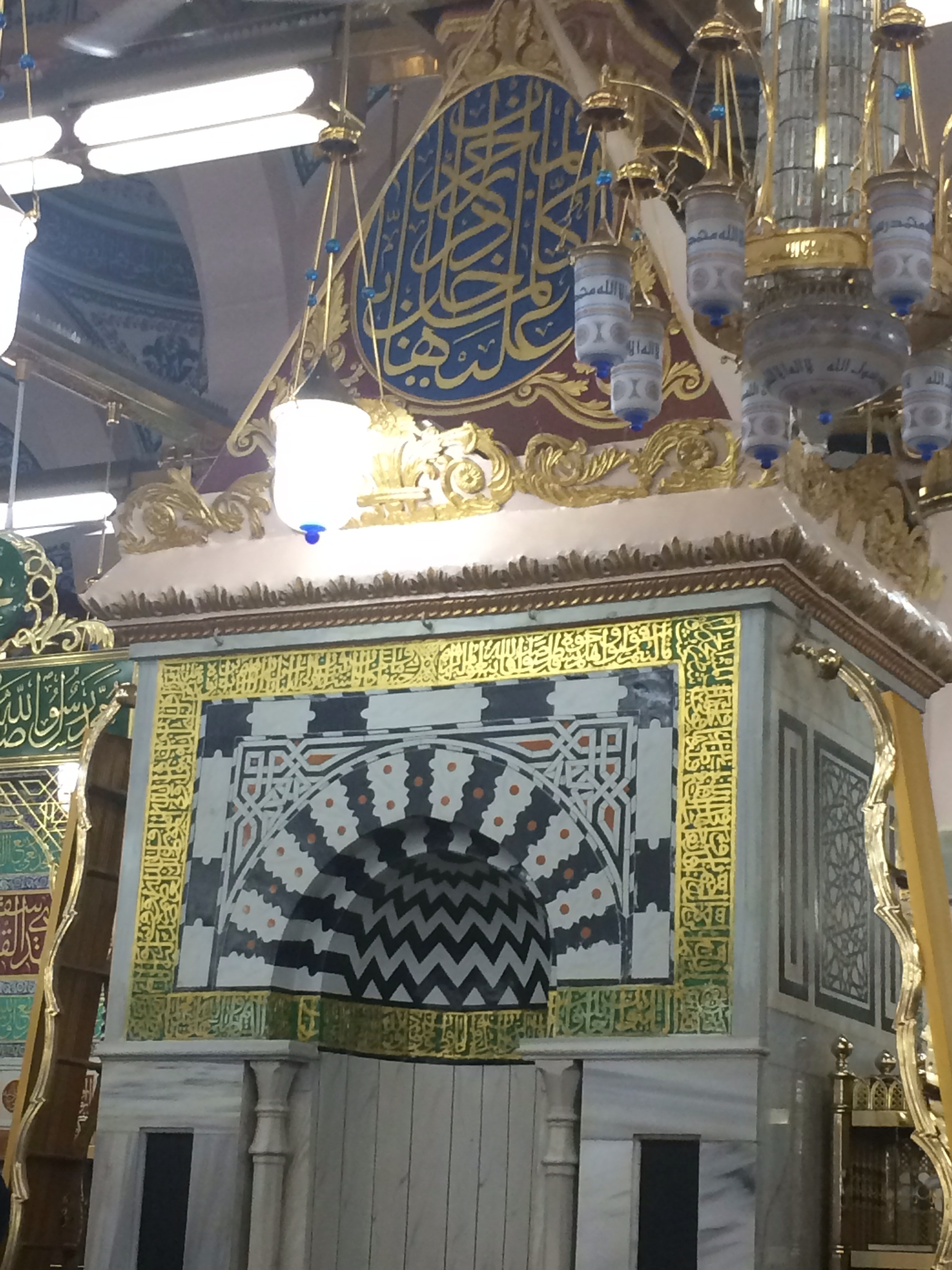
المحراب السليماني

المحراب السليماني أحد محاريب المسجد النبوي الستة، يقع في غرب المنبر النبوي الشريف عند الأسطوانة الثالثة من المنبر الشريف، وقد أحدثه طوغان شـيخ سنة 861 هـ تقريبا، وفي عهد السلطان سليمان القانوني سنة 938 هـ تم ترخيمه بالرخام الأبيض والأسود ولذلك عرف بالمحراب السليماني، وقد جرت له إصلاحات في سنة 1336 هـ.